# Simfonia núm. 24 (Mozart)
La Simfonia núm. 24 en si bemoll major, K. 182, és una composició de Wolfgang Amadeus Mozart acabada el 3 d'octubre de 1773. La partitura autògrafa es conserva actualment a la Staatsbibliothek Preusisscher Kulturbesitz de Berlín.
L'obra està instrumentada per a dos oboès, dues trompes i corda. Consta de tres moviments:
1. Allegro spiritoso, en compàs 4/4.
2. Andantino grazioso, en compàs 2/4.
3. Allegro, en compàs 3/8.